# 非接触测量
非接触测量是以光电、电磁等技术为基础，在不接触被测物体表面的情况下，得到物体表面参数信息的测量方法。典型的非接触测量方法如激光三角法、电涡流法、超声测量法、机器视觉测量等等。